# علیرضا زیباحالت‌منفرد
علیرضا زیبا حالت منفرد معروف به جعبه سیاه (زاده ۲۰ آبان ۱۳۵۲) یک متهم به فساد کلان مالی در ایران و سپس دومینیکا است. وی از همدستان اصلی بابک زنجانی در جریان دور زدن تحریم‌های نفتی ایران بوده است. پرونده وی به چندین هزار میلیارد تومان فساد مالی و تخلفات عدیده در بانکداری، نفت و .. منتهی شد.
وی همچون بابک زنجانی در ابتدا راننده یک مدیر میانی بود. او سپس اقدام به راه‌اندازی یک باشگاه بدنسازی کرد. اما با ناتوانی از پاس کردن چک‌های طلبکاران راهی زندان شد. وی سپس به دلالی خودرو روی آورده و در سن ۲۷ سالگی صاحب دو نمایندگی خودرو در ایران می‌شود.
وی در سال ۱۳۸۲ در سن ۲۸ سالگی با مهاجرت به مالزی شروع به تجارت سنگ‌های زینتی کرد و از سویی با حمایت سفارت ایران در مالزی اقدام به تأسیس یک مدرسه غیرانتفاعی برای ایرانیان مقیم مالزی نمود. او در مالزی نیز به نفوذ سیاسی رسید و در یکی از ایالت‌های آن به مقام داتو دست یافت که یک مقام سلطنتی است و دارنده آن دارای مزایای اجتماعی و اقتصادی به‌شمار می‌رود. او همچنین به تجارت روغن موتور نیز مشغول بود.

## همکاری با بابک زنجانی
به دلیل موقعیت خوب منفرد در مالزی، وی مورد توجه بابک زنجانی قرار گرفته و برای فعالیت‌های بانکی زنجانی که از پیچیده‌ترین و مبهم‌ترین ابعاد فعالیت‌های وی بوده است در مالزی و تاجیکستان با زنجانی همکاری می‌کند. گفته شده است که وی در خرید بانک FIIB در مالزی و بانک ارزش در تاجیکستان با زنجانی همکاری کرده است. از سوی دیگر شواهدی از دست داشتن منفرد در فرایند خرید بانک ارزش برای بابک زنجانی وجود دارد. در این‌باره پاسکال فرزند احمد نجادی رئیس بانک Arab_malasyia bank که بر اثر یک اقدام تروریستی در مالزی به قتل رسید، در گفتگویی با روزنامه شرق در سال ۱۳۹۲ گفت: «علیرضا زیباحالت منفرد صاحب امضای مجازی بانک ارزش در تمام معاملات این بانک با بانک معاملات اندونزی بوده است و جهت خرید مجوز فعالیت بانک ارزش سه میلیون و پانصد هزار یورو به بانک معاملات اندونزی پرداخت کرده است.»

## دستگیری در جمهوری دومینیکا
وی از روابط خوبی با نخست‌وزیر دومینیکا برخوردار بود تا جاییکه توانسته بود از دومینیکا گذرنامه دیپلماتیک بگیرد. پس از پایان کار دولت احمدی‌نژاد و شروع رسیدگی به پرونده بابک زنجانی، مأمورانی از ایران برای دستگیری وی به مالزی اعزام شدند، اما او با مصونیت ناشی از گذرنامه دیپلماتیک، از مالزی گریخت. او نهایتاً در سال ۲۰۱۶ توسط پلیس بین‌الملل دستگیر و به ایران مسترد شد.